# Alaskahaas
De alaskahaas (Lepus othus)  is een zoogdier uit de familie van de hazen en konijnen (Leporidae). De wetenschappelijke naam van de soort werd voor het eerst geldig gepubliceerd door Clinton Hart Merriam in 1900.

## Verspreidingsgebied
De soort wordt aangetroffen in de Verenigde Staten.